# 香港兩棲及爬蟲協會

香港兩棲及爬蟲協會（英文：Hong Kong Society of Herpetology Foundation，縮寫：HKHerp）成立於2005年，是香港一家以兩棲類及爬行類動物來命名的慈善機構。其宗旨為提倡愛護動物、防止動物受虐待、關注野生動物及其生存環境的保護。

## 歷史
香港兩棲及爬蟲協會是由創辦人楊嘉文先生帶領一班喜歡兩棲類及爬行類動物的人士於2005年成立，協會前身是龜龜的世界論壇網上論壇，以交流飼養寵物心得為主。除了龜類外，一般以兩棲及爬行類動物作為寵物的也可稱為另類寵物，由於當時在香港有關飼養該類動物的資訊和平台也相當缺乏，因此協會的成立從而提供各種平台、舉辦各種交流活動和動物展覽 等，這樣不但讓更多人能掌握其正確的飼養方法，同時也能減少因飼養不當而令動物死亡的機會。
為了能幫助更多的動物和保育大自然，協會由以往只是關注寵物飼養方面轉向為保育、教育及動物福利等方向發展，因此在2007年以香港兩棲及爬行動物保育基金有限公司註冊為慈善團體，2011年成為漁農自然護理署的動物福利機構之一。

| 2024年     | 香港兩棲及爬蟲協會 慶祝成立20週年 舉行一連串與領養、教育及保育相關的活動，包括香港寵物節、海洋公園眼班水龜保育計劃 、香港科學館的生物多樣性工作坊、認識兩棲及爬行動物講座 、漁護署領養日及學校領養計劃等。 |
| 2019年6月  | 宋亦希博士和劉彥芹博士加入協會董事會， 並加強協會在兩棲及爬行動物的保育方面。 |
| 2019年5月  | 慶祝 香港兩棲及爬蟲協會 成立十五週年。 |
| 2018年3月  | 第一次舉辦賣旗籌款。 |
| 2016年10月 | 開展「環境及自然保育基金」資助的「讓大眾認識兩棲爬行動物─由學校出發」計劃。 |
| 2015年1月  | 為了可幫助更多的動物，領養中心搬遷。 |
| 2014年4月  | 慶祝 香港兩棲及爬蟲協會 成立十週年。 |
| 2014年3月  | 漁農自然護理署和保護稀有動植物諮詢委員會批准本會可為 「瀕危野生動植物種國際貿易公約」附錄II 內的寵物尋找新的家。                                                                                           |
| 2013年4月  | 開展本地物種「眼斑水龜」保存計劃。 |
| 2012年1月  | 成立本港首個兩棲及爬行動物領養中心。 |
| 2011年5月  | 本會行政總監 段國樑先生 被委任為 漁農自然護理署 動物福利諮詢小組(AWAG) 委員。 |
| 2011年1月  | 成為漁農自然護理署的動物福利機構。 |
| 2007年12月 | 香港兩棲及爬行動物保育基金成立，並申請為政府認可慈善機 構。 |
| 2005年9月  | 在警務處註冊為非牟利團體 - 香港兩棲及爬蟲協會。 |
| 2004年11月 | 楊嘉文先生成立網上的兩棲及爬蟲討論區，命名為龜龜的世界 論壇。 |

## 主要工作
該協會主要提供兩棲及爬行動物的領養、認識及保育瀕危物種講座等服務，經常在各大報章雜誌宣揚愛護動物及保護環境的訊息，多年來與工聯會開辦龜類動物護理課程，同時也與香港科學館舉辦生物多樣性工作坊。
由於香港每年有大量的寵物龜隻遭遺棄和人道毀滅 ，因此該協會願意接收部份被市民遺棄的龜隻作為給他人領養  。
對於環境自然保育方面，該協會也關注入侵物種、瀕危物種、胡亂遺棄寵物和放生等問題   。
在2012年發生的香港膠災，該協會也有為市民舉辦執膠粒活動  ，她們也是守護龍尾灘的「守護龍尾大聯盟」組織成員之一，主要負責管理大聯盟的財政。
2014年該協會五名成員在海天堂觀塘分店外作出抗議並派發宣傳單張，他們希望教育市民用其他中草藥來代替龜板，這能減慢消耗龜類動物之餘亦能減少殺生， 喚醒市民對瀕危物種的關注。

協會在2017年6月26日向立法會研究動物權益相關事宜小組委員會提出建議如下：
大家好，香港兩棲及爬蟲協會 認為政府在推廣「動物友善措施」時，除了關注寵物和社區動物外，更應該包括野生動物。 城市人很容易忽略、甚至不知道自己與大自然和當中各種動物的關係。 因此若要更立體和有效地推廣「動物友善措施」，必須從生活和教育上入手外，而政府各部門也須要配合。
例如最近在大埔鷺鳥林發生的事故，康文署因應當地居民投訴鷺鳥鳥糞對他們做成滋擾，在沒有明確指引下，不當地修剪樹枝，最終釀成鷺鳥巢遭破壞和鶵鳥從高處墜地傷亡的事件。 由此觀之，很多人從來也沒有與野生動物共存的理念，只由自身的利益出發，但求用最快的方法來移除｢眼中釘｣。 假若將「動物友善措施」的元素於市區中實踐，我們與其他動物也可以和平共存。 例如考慮在行人路上建有蓋設施，並加上適當的展示牌解釋為何要保育鷺鳥。 這不但治標也治本，亦可以教育更多市民，這才是有效的「動物友善措施」。
另一方面，多年來我們的引水道經常令到各種野生動物被困而死亡。 遺憾地，直到目前為止，水務署對於如何改善引水道仍處於顧問階段。 即使有少量的改善工程，始終也不是以動物為本的建設，所以對於很多野生動物而言，亦不算是很「有善」。 我們亦衷心希望當局能加快進度，以動物的福址為依歸。
另一參考例子，在1998 年建立的香港首條動物通道，位置在於三號幹線汀九段出入口附近。 此方案目的是希望能緩解因工程而令到動物的棲息地被分割。 本意雖好，實際仍有很大的改善空間，這單調的人工｢水渠」，與周圍的自然環境完全不協調，對於作為使用者的野生動物來說，實在難以為牠們提供安全感，更遑論引導牠們通過此通道。 這似是為了「交功課」多於實際以動物為本的建設。 外國其實也有不少動物通道的成功例子，大家可以看一看這是新加坡的動物通道，是否和香港的相差很遠！
香港兩棲及爬蟲協會 希望主席和各委員除了關注寵物和流浪動物外亦關心在大自然中的野生動物，香港會因為有你們所支持的「動物友善政策」而變得更文明，並對香港的自然生態有着重新的尊重和承諾。

## 架構
協會由執行委員會人員帶領義工提供服務，另外「環境及自然保育基金」資助下協會有聘請受薪全職人員來執行資助計劃。
| 董事會      |
| ----------- |
| 楊嘉文 先生 |
| 段國樑 先生 |
| 殷綺媚 小姐 |
| 宋亦希 博士 |
| 劉彥芹 博士 |

### 執行委員會 2017 - 2019 年度[25]
| 職銜                 | 名稱        |
| -------------------- | ----------- |
| 行政及財務總監       | 段國樑 先生 |
| 營運總監及領養部主管 | 楊翠珊 小姐 |
| 司庫                 | 殷綺媚 小姐 |
| 創辦人及會長         | 楊嘉文 先生 |

## 資金來源及支出
該協會的資金來源主要是出售寵物用品，基金資助，如李嘉誠基金會的Love Ideas ♥ HK集思公益計劃  、漁農自然護理署的資助  等。
在2018年明施慎選認為香港兩棲及爬行動物保育基金規模很小，主要收入來源是捐款。由於未披露籌款成本，所以未能評級。行政費用佔較高比例，但仍有錄得盈餘。 在香港社會服務聯會的惠施網WiseGiving 亦能找到該協會的財政狀況。
近年香港兩棲及爬蟲協會因在「環境及自然保育基金」資助下，聘請受薪全職的活動主任來執行被資助的計劃。該協會上載的財務報表和年報讓公眾參考

## 爭議和批評
拉布期間，梁國雄議員在2013年5月8日的香港立法會上曾這樣說：「在漁護署資助的團體中，有一個名叫香港兩棲及爬蟲協會，這機構沒有甚麼不對之處，只有一點除外。對於它提倡通過接收、暫養和領養這3個程序，令被遺棄的兩棲及爬行動物找到新的家庭，我並不反對，但當中有兩點，第一是與工聯會合作，提供香港首個寵物龜隻飼養課程；第二是檢討香港有關法例的手續是否合理，並提出可行性建議，我卻認為有值得商榷之處。需作商榷的是，其他國家對我剛才所說的紅耳巴西龜可說是退避三舍，認為不應讓牠進口，因為會後患無窮。牠不但繁殖能力強，而且對生態影響甚大。因此，我認為漁護署在資助動物福利機構時，不應單從治標的角度出發，亦即在處理被棄養或拋棄的龜隻時，不應但求有人接收、暫養或領養便了事。我們應協助政府瞭解這些龜隻其實不應進口，換言之，在源頭上不應讓這些龜隻進口後遭人遺棄，而應完全禁止其進口。我這說法當然是有感而發，因為當其他國家或地區已對進口這種龜隻害怕得要命，我們將之進口便等於引入問題後再作處理。因此，我認為就這一點，漁護署在資助類似團體時除了着眼於其消極功能，亦即解決已經出現的問題之外，亦應希望這些團體能在源頭上協助漁護署作出評估，從而在源頭禁止這種龜隻進口。這就是我的說法。」
陳偉業議員在2013年5月8日的香港立法會上曾這樣說：「另外有數個組織，例如Hong Kong Rescue Puppies、Sai Kung StrayFriends及兔兔醫生連網址也沒有，在網上也找不到任何相關資料。其他一些組織，例如香港兩棲及爬蟲協會，它的年報顯示其主要收入來源是雜項收入， 包括售賣寵物糧食的利潤。這些組織每年均錄得盈餘。它們究竟是否屬於非牟利團體呢？ 我們認為的確有疑問。基本上，我們覺得難以監察有關組織的資金是否用得其所，因為要靠相關的公開資料才能得悉。政府向這些組織提供資助，但外人卻難以知悉這些組織的實際財政狀況。我不知道漁護署是否知悉。當這些組織向漁護署提出申請時， 漁護署會否要求它們提交資料呢？ 但是，最低限度，就這些公帑的開支，即由51,000元至26萬元不等的資助， 我們很難查到這些機構的實際狀況。」 

## 註腳
- 1. ↑  . 蘋果日報. 2006年8月7日.
  2. ↑  . 蘋果日報. 2007年10月23日.
  3. ↑  . 明報置業網. 2008年10月13日  [2021年6月23日]. （原始内容存档于2016年3月4日）. （页面存档备份，存于）
  4. ↑  . www.opcf.org.hk.   [2025-02-26] （中文（香港））.
  5. ↑  . www.info.gov.hk.   [2025-02-26].
  6. ↑  . www.exhibitiongroup.com.hk.   [2025-02-26].
  7. ↑  . hk.science.museum.   [2025-02-26].
  8. ↑  . www.facebook.com.   [2025-02-26].
  9. ↑  . share.881903.com.   [2025-02-26].
  10. ↑  . www.hkherp.org.   [2019-08-29]. （原始内容存档于2019-11-03）. （页面存档备份，存于）
  11. ↑  . 漁農自然護理署.   [2013年10月11日]. （原始内容存档于2018年10月10日）. （页面存档备份，存于）
  12. ↑  . 漁農自然護理署.   [2013年10月9日]. （原始内容存档于2017年9月30日）. （页面存档备份，存于）
  13. ↑  . www.ird.gov.hk.   [2019-08-29]. （原始内容存档于2021-02-14）. （页面存档备份，存于）
  14. ↑  . hk.science.museum.   [2019-08-29]. （原始内容存档于2020-09-23）. （页面存档备份，存于）
  15. ↑  . 太陽報. 2009年4月21日  [2013年10月8日]. （原始内容存档于2009年6月27日）. （页面存档备份，存于）
  16. ↑  . 香港兩棲及爬蟲協會. 2009年4月21日  [2013年10月8日]. （原始内容存档于2015年9月24日）. （页面存档备份，存于）
  17. ↑  . 東方日報. 2012年1月5日  [2013年10月8日]. （原始内容存档于2016年3月4日）. （页面存档备份，存于）
  18. ↑  . 太陽報. 2009年9月14日  [2013年10月8日]. （原始内容存档于2016年3月4日）. （页面存档备份，存于）
  19. ↑  . 太陽報. 2012年10月3日  [2013年10月8日]. （原始内容存档于2016年3月5日）. （页面存档备份，存于）
  20. ↑  . 蘋果日報. 2012年8月5日  [2013年10月8日]. （原始内容存档于2015年6月10日）. （页面存档备份，存于）
  21. ↑  . 蘋果日報. 2013年8月9日  [2013年10月8日]. （原始内容存档于2014年2月9日）. （页面存档备份，存于）
  22. ↑  . 太陽報. 2014年1月10日  [2014年1月11日]. （原始内容存档于2016年3月5日）. （页面存档备份，存于）
  23. ↑  . 獨立媒體. 2014年1月11日  [2014年1月11日]. （原始内容存档于2017年4月25日）. （页面存档备份，存于）
  24. ↑  . www.legco.gov.hk.   [2019-08-29]. （原始内容存档于2019-11-01）. （页面存档备份，存于）
  25. 1 2  . www.hkherp.org.   [2019-08-29]. （原始内容存档于2019-08-29）. （页面存档备份，存于）
  26. ↑  . Love Ideas ♥ HK集思公益計劃.   [2013-10-08]. （原始内容存档于2016-03-04）. （页面存档备份，存于）
  27. ↑   (PDF). 香港立法會財務委員會.   [2013-10-08]. （原始内容存档 (PDF)于2019-11-03）. （页面存档备份，存于）
  28. ↑  . 明施慎選網站.   [2013-10-08]. （原始内容存档于2015-06-10）. （页面存档备份，存于）
  29. ↑  . 惠施網 網站.   [2013-10-08]. （原始内容存档于2015-06-10）. （页面存档备份，存于）
  30. ↑  . www.hkherp.org.   [2019-08-29]. （原始内容存档于2019-08-29）. （页面存档备份，存于）
  31. ↑   (PDF). 香港立法會.   [2013-10-08]. （原始内容存档 (PDF)于2019-11-01）. （页面存档备份，存于）

## 外部連結
- 香港兩棲及爬蟲協會 主頁（页面存档备份，存于）
- 香港兩棲及爬蟲協會 Facebook （页面存档备份，存于）
- 香港兩棲及爬蟲協會 Blog （页面存档备份，存于）